# Київська обласна державна адміністрація
50°25′40″ пн. ш. 30°32′28″ зх. д. / 50.42778° пн. ш. 30.54111° зх. д.
Київська обласна державна адміністрація, КОДА — місцева державна адміністрація Київської області.
У зв'язку з широкомасштабним вторгненням Росії 24 лютого 2022 року набула статусу військової адміністрації.

## Історія

### Голови
1. Капштик Іван Маркович — представник Президента у Київській області — 24 березня 1992 — червень 1994
2. Сінько Василь Данилович — 19 липня 1995 — 21 вересня 1996
3. Засуха Анатолій Андрійович — 22 вересня 1996 — 19 січня 2005
4. Жовтяк Євген Дмитрович — 4 лютого 2005 — 24 травня 2006
5. в.о. Кондрук Валерій Петрович — 24 травня — 16 червня 2006
6. Ульянченко Віра Іванівна — 16 червня 2006 — 20 травня 2009
7. Вакараш Віктор Михайлович — 20 травня — 17 вересня 2009 (як в.о.), 17 вересня 2009 — 18 березня 2010
8. Присяжнюк Анатолій Йосипович — 18 березня 2010 — 2 березня 2014
9. Шандра Володимир Миколайович — 2 березня 2014 — 3 лютого 2016
10. Мельничук Максим Дмитрович — 3 лютого — 9 вересня 2016
11. Горган Олександр Любомирович — 28 жовтня 2016 — 30 жовтня 2018
12. Терещук Олександр Дмитрович — 30 жовтня 2018 року — 11 червня 2019
13. т.в.о. Кучер В'ячеслав Анатолійович — з 11 червня 2019 — 9 липня 2019
14. Бно-Айріян Михайло Каренович — з 10 липня 2019 — 28 жовтня 2019
15. Чернишов Олексій Михайлович — 28 жовтня 2019 — 4 березня 2020
16. Володін Василь Геннадійович — 11 березня 2020  — 17 червня 2020 (як в.о.), 17 червня 2020  — 8 лютого 2022
17. Кулеба Олексій Володимирович — 8 лютого 2022 — 15 березня 2022[3]
18. Павлюк Олександр Олексійович — 15 березня  — 21 травня 2022
19. Кулеба Олексій Володимирович — 21 травня 2022  — 24 січня 2023
20. т.в.о. Назаренко Дмитро Юрійович — 25 січня 2023  — 10 квітня 2023
21. Кравченко Руслан Андрійович — 10 квітня 2023  — по 31 грудня 2024
22. Калашник Микола Володимирович — з 01 січня 2025  — 24 березня 2025 (як в.о.), з 24 березня 2025 —

## Структура
- Департамент екології та природних ресурсів
- Департамент економіки
- Департамент житлово-комунального господарства та енергоефективності
- Департамент комунікацій
- Департамент культури та туризму
- Департамент містобудування та архітектури
- Департамент освіти і науки
- Департамент охорони здоров'я
- Департамент регіонального розвитку
- Департамент соціального захисту населення
- Департамент фінансів
- Департамент цивільного захисту та оборонної роботи
- Управління агропромислового розвитку
- Управління ветеранської політики
- Управління внутрішнього аудиту
- Управління міжнародного співробітництва
- Управління молоді та спорту
- Управління транспортної інфраструктури
- Управління цифровізації та цифрових трансформацій
- Відділ з питань запобігання та виявлення корупції
- Служба у справах дітей та сім’ї
- Державний архів Київської області

## Керівництво
- Голова — Калашник Микола Володимирович
- Перший заступник голови — Бакай Тарас Мирославович[4]
- Заступник голови — Осипенко Жанна Жоржівна
- Заступник голови — Олійник Руслан Юрійович
- Заступник голови — Гаватюк Наталія Олегівна
- Заступник голови — Добровольський Іван Олександрович[5]
- Заступник голови з питань цифрового розвитку, цифрових трансформацій і цифровізації — Столярчук Максим Леонідович
- Керівник апарату — Олещенко Катерина Григорівна

## Прийом громадян
Прийом громадян проводиться за адресою: Київ, площа Лесі Українки, 1 (тимчасово призупинено до особливого розпорядження).

### Графік прийому громадян
| Посада                                                   | Час прийому                            |
| -------------------------------------------------------- | -------------------------------------- |
| Голова обласної державної адміністрації                  | особистий прийом тимчасово призупинено |
| Перший заступник голови обласної державної адміністрації | особистий прийом тимчасово призупинено |
| Заступник голови обласної державної адміністрації        | особистий прийом тимчасово призупинено |

## Основні завдання
- Основні завдання та нормативно-правові засади діяльності Київської обласної державної адміністрації